# Antonio Corpora

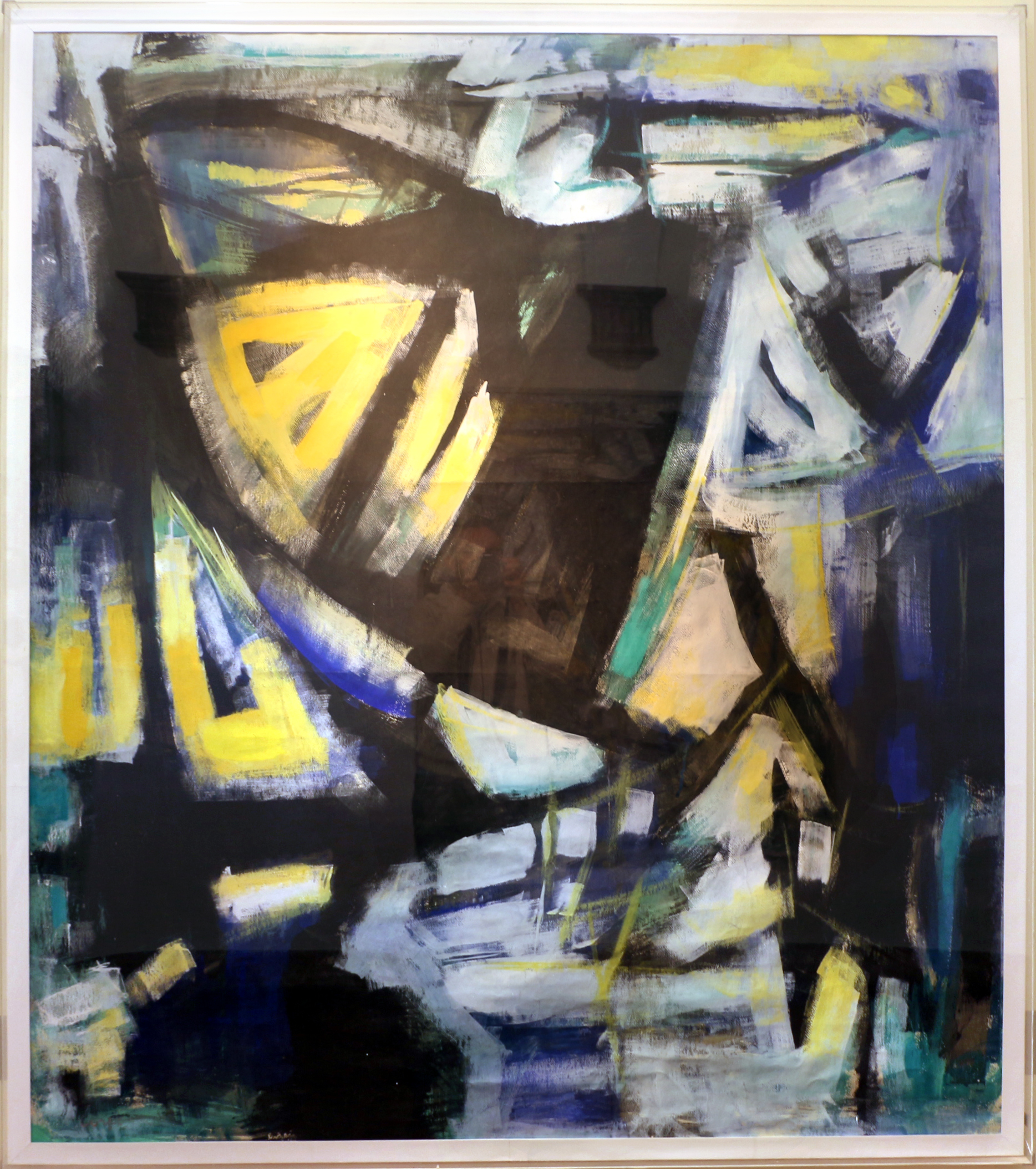
Senza titolo, bozzetto per mosaico (1957), Collezione Mosaici Moderni della Pinacoteca di Ravenna

Antonio Corpora (Tunisi, 15 agosto 1909 – Roma, 6 settembre 2004) è stato un pittore italiano.

## Biografia ed opere

### La formazione
Nato a Tunisi nel 1909 da genitori di origine siciliana, entra nel 1928 all'"Ecole des Beaux Arts" della sua città; qui studia con Armand Vergeaud, a sua volta allievo di Gustave Moreau e condiscepolo di Matisse, Dufy, Rouault, Marquet.  Arriva in Italia nel 1929 e si stabilisce a Firenze, ove frequenta le lezioni di Felice Carena all'Accademia e copia le opere dei grandi maestri nei Musei.  Non si trova a suo agio nel clima culturale conservatore della città; nel 1930, dopo una personale a Palazzo Bardi, si trasferisce a Parigi.
Qui entra inizialmente in contatto con Léopold Zborowski e completa la sua formazione artistica, in un clima culturale influenzato dalle grandi scuole post-impressioniste, cubiste e 'fauves', e molto diverso da quello italiano coevo, dominato dal Novecento.  Continua però a viaggiare e mantiene legami con la Tunisia e l'Italia; incontra Carlo Belli ed entra in contatto nel 1934 con gli astrattisti raccolti attorno alla Galleria del Milione di Milano, come Fontana, Reggiani, Soldati.  Nel 1939 tiene al Milione la sua seconda personale in Italia.  Nello stesso periodo inizia a collaborare con varie riviste italiane su argomenti di pittura e letteratura, sostenendo vigorosamente le ragioni di un'apertura della cultura italiana ai grandi movimenti del '900 europeo.
In quegli anni Corpora dipinge opere figurative, soprattutto paesaggi e nature morte, che alterna, a partire dal 1934, con composizioni astratte; in questi lavori già appare una sensibilità coloristica, di matrice post-impressionista e fauve, che lo accompagnerà in tutta la sua attività.
Torna definitivamente in Italia nel 1945 e si stabilisce a Roma; qui, ospite inizialmente dello studio di Renato Guttuso, partecipa, con le sue opere e con vari scritti, al vivace clima culturale di quegli anni dell'immediato dopoguerra.  Corpora dispone, a causa della sua formazione, di una conoscenza di prima mano della pittura francese del '900 unica tra gli artisti dell'epoca e si batte, assieme con altri, in favore di un rinnovamento del linguaggio pittorico italiano in senso europeo. 
Nel 1946 promuove con Guttuso a Roma una mostra "neo-cubista"; successivamente partecipa alla costituzione del Fronte nuovo delle arti, con il quale partecipa alla sua prima Biennale di Venezia nel 1948; esempi della sua pittura di quegli anni sono Veduta di città del 1945, La pesca grossa e  I lavoratori del mare, ambedue del 1949.
Nel 1951 vince, ex aequo con Zoran Mušič, il "Prix de Paris". L'anno successivo i due artisti tengono una mostra personale alla "Galerie de France" a Parigi; Corpora è presentato da Christian Zervos ed il Musèe Nazional d'Art Moderne ne acquista l'opera Canari, cage et fenêtre.
Alla rottura del Fronte nuovo delle arti, alcuni dei suoi componenti di orientamento non figurativo si fanno promotori di un gruppo più omogeneo che prosegua la lotta per un avvicinamento della pittura italiana alla cultura artistica europea del '900. Finalmente nel 1952 Lionello Venturi, su richiesta di Corpora, accetta di scrivere un breve testo per una pubblicazione che presenta il Gruppo degli Otto (Afro, Birolli, Corpora, Moreni, Morlotti, Santomaso, Turcato, Vedova) in occasione della Biennale di quell'anno.  Venturi caratterizza questi artisti con la formula critica dell'"astratto-concreto", e sottolinea che essi adoperano quel linguaggio pittorico, che dipende dalla tradizione iniziatasi attorno al 1910 e comprende l'esperienza dei cubisti, degli espressionisti e degli astrattisti.  Alla Biennale, Corpora vince il Premio della Giovane Pittura Italiana; una delle sue opere esposte, Alba, viene acquistata dal Ministero della Pubblica Istruzione per la Galleria Nazionale d'Arte Moderna di Roma.  È degli stessi anni Due Velieri.

### La maturità
A metà degli anni cinquanta, Corpora è ormai un protagonista affermato della scena artistica italiana ed europea.  La sua pittura inizia progressivamente a sciogliere le geometrie cubiste, seguendo un percorso comune a quello di altri esponenti degli "Otto" e di altri artisti europei, come si vede ad es. in  Paesaggio del 1954.
La sua attività espositiva è molto intensa; dopo le esperienze del '48, del '50 e del '52, sarà poi presente alla Biennale, con sala personale, anche nel 1956, 1960, 1966.
Nel 1954 vince un premio acquisto alla seconda edizione del Premio Spoleto e l'anno successivo il primo premio alla Quadriennale di Roma. Tra le altre personali di quegli anni, è nel 1957 alla Galleria La Tartaruga di Roma, nel 1959 alla Galleria Blu a Milano, nel 1960 alla Galleria Pogliani a Roma.
A livello internazionale, Corpora partecipa a Kassel a Documenta 1 nel 1955 e a Documenta 2 nel 1959, e tiene una personale nel 1958 alla Galerie Springer di Berlino.  A Parigi, nel 1957 è alla Galleria Cahiers d'art; per l'occasione C. Zervos pubblica una monografia su Corpora con una propria introduzione. Espone a New York alla Kleemann Galleries nel 1958 (presentato in catalogo da Venturi) e nel 1960 (presentato da Nello Ponente), ed alla Galerie Chalette nel 1962 (presentato da Argan); alcune opere entrano nelle collezioni dei musei americani, come il Museum of Modern Art di New York.
Nelle opere di questi anni (ad esempio, Ricordo indecifrabile - Beyond Words, del 1958 e Pietra miliare, del 1960) Corpora dialoga con l'informale europeo abbandonando ogni senso di costruzione geometrica; i colori tendono a scurire e sono dati in velature sovrapposte, a suggerire un senso di profondità del quadro che diviene uno specchio profondo, senza alcun centro preciso, nel quale lo sguardo si addentra interminabilmente, scoprendo sempre nuovi rimbalzi e rinvii da uno strato all'altro di un colore che evoca magiche atmosfere psicologiche.
Nel 1963 una sua opera viene esposta alla mostra Contemporary Italian Paintings, allestita in alcune città australiane. Nel 1963-64 espone alla mostra Peintures italiennes d'aujourd'hui, organizzata in medio oriente e in nordafrica.
Negli anni sessanta i suoi quadri divengono più chiari e riacquistano un principio di organizzazione spaziale in strutture rettangolari, spesso stese con la spatola (come in La dolce vita del 1964), che tendono a divenire dichiaratamente bidimensionali, come ad esempio nelle 16 grandi tele della sala personale della Biennale del 1966 (una delle quali, Verde Spazio, verrà più tardi acquistata dalla Galleria Nazionale d'Arte Moderna di Roma), ed in altre quali Il paese della nostra infanzia o Peinture - Nuova superficie.
Negli anni successivi continua a dipingere ed a esporre in moltissimi musei e gallerie private di tutto il mondo; scrivono di lui, tra gli altri, anche Pierre Restany e Cesare Vivaldi. La sua pittura acquista, sul finire degli anni settanta, una grande libertà espressiva, che fa uso anche di tecniche innovative, come quella che l'artista chiama “murale”, ed il “dripping”.  Gli anni ottanta rappresentano un'epoca di grande creatività, che si apre con una personale alla Bayerische Staatsgemaldesammlung a Monaco di Baviera nel 1981, presentata da Erich Steingräber; la mostra comprende 20 nuove grandi tele, alcune delle quali, come Il mare di Achab e Orizzonte, entrano nella collezione della Haus der Kunst.  Recensendo la mostra su "L'Espresso", in un articolo significativamente intitolato Poesie scritte col colore, Giulio Carlo Argan cerca di cogliere il senso complessivo dell'arte di Corpora scrivendo: Oggetto della ricerca di Corpora, apertamente letteraria, è il nesso organico di memoria, percezione ed immaginazione,....la pittura è il parallelo, senza essere l'analogo, della poesia, infatti la sua materia invece del linguaggio è il colore, che tuttavia viene trattato come un linguaggio, estremamente duttile, sensibile, variabile.
Nel 1987 la Galleria Nazionale d'Arte Moderna di Roma gli dedica una mostra retrospettiva, seguita l'anno dopo dalle Gallerie dell'Accademia di Venezia.  In quegli anni, e nei successivi, Corpora non cessa la sua attività e continua a dipingere, lavorando in particolare sulla tecnica dell'acquarello.
Nel 2003, su designazione dell'Accademia Nazionale di San Luca, il Presidente della Repubblica Ciampi gli conferisce il Premio Nazionale "Presidente della Repubblica".
Muore nel 2004, a 95 anni, a Roma.

## Attività letteraria
Corpora è stato attivo anche come scrittore e critico d'arte.  Collaborò negli anni trenta e quaranta con riviste quali "Quadrante", di Bontempelli, e "La Fiera Letteraria".  Pubblicò alcuni racconti, come "La leggenda di Masino Girgenti" (1937) ed "Amazonda" (1944, con note di Carlo Belli) e la raccolta di liriche "Alta è la luce" (1942, con introduzione di Jean Amrouche che ne curò anche la traduzione francese).

## Tecniche maggiormente usate
- Olio su tela:  la principale tecnica impiegata da Corpora, dall'inizio della carriera fino a metà degli anni ottanta.
- Acrilico su tela: dalla metà degli anni ottanta in poi, Corpora sostituisce l'olio nella pittura su tela con i colori acrilici.
- Murale su tela: tra la fine degli anni settanta e fino a tutto il decennio successivo, Corpora dipinge alcune tele, soprattutto di grande formato, con una tecnica che egli stesso battezza “murale”, basata sull'uso, assieme ai colori ad olio, di polveri e sabbie.
- Olio e sabbia su cartone: risalgono all'inizio degli anni sessanta opere, in genere di formato medio, che usano il colore ad olio mescolato con sabbie
- Acquarello su carta: è una tecnica che Corpora ha sempre praticato, dalle prime opere all'inizio degli anni trenta fino alla morte.  In alcuni casi l'acquarello è associato ad altre tecniche come i pastelli.  Sono poi documentate alcune tempere su carta, soprattutto negli anni cinquanta e sessanta.
- Pastelli ad olio su carta velluto: negli anni sessanta Corpora dipinge una serie di opere su una particolare carta "velluto", utilizzando pastelli ad olio.
- Altro: Corpora ha utilizzato anche altre tecniche, non documentate al momento nel catalogo generale, quali grafica (in particolare l'acquaforte) ed il collage su carta.